# Dan Houser
Dan Houser (sinh năm 1973/1974) là một nhà sản xuất, biên kịch và diễn viên lồng tiếng trò chơi điện tử người Anh, và đã cùng anh trai mình Sam đồng sáng lập Rockstar Games, đồng thời là cựu phó chủ tịch sáng tạo của công ty. Bên cạnh việc sản xuất các trò chơi, Houser là trưởng biên kịch của Rockstar Games, cụ thể là cho Bully, Red Dead Redemption và Max Payne 3. Anh cũng đã sáng tác hoặc đồng sáng tác kịch bản cho hầu hết các tựa game trong dòng trò chơi Grand Theft Auto.

## Trò chơi điện tử đã tham gia

### Sản xuất
- Grand Theft Auto: London 1969 (1999)
- Grand Theft Auto III (2001)
- Smuggler's Run: Warzones (2002) (chỉ đạo)
- Grand Theft Auto: Vice City (2002)
- Grand Theft Auto: San Andreas (2004)
- Grand Theft Auto: Vice City Stories (2006) (chỉ đạo)
- Red Dead Redemption (2010) (chỉ đạo)[6]
- L.A. Noire (2011) (chỉ đạo)[6]
- Max Payne 3 (2012) (chỉ đạo)[6]
- Red Dead Redemption 2 (2018) (chỉ đạo)

### Biên kịch
- Grand Theft Auto: London 1969 (1999)
- Grand Theft Auto 2 (1999)
- Grand Theft Auto III (2001)
- Smuggler's Run 2: Hostile Territory (2001)
- Grand Theft Auto: Vice City (2002)
- Grand Theft Auto: San Andreas (2004)
- Grand Theft Auto: Liberty City Stories (2005)
- Grand Theft Auto: Vice City Stories (2006)
- Bully (2006)
- Bully: Scholarship Edition (2008)
- Grand Theft Auto IV (2008)
- Midnight Club: Los Angeles (2008) (lời thoại)
- Grand Theft Auto IV: The Lost and Damned (2009)
- Grand Theft Auto: Chinatown Wars (2009)
- Grand Theft Auto: The Ballad of Gay Tony (2009)
- Red Dead Redemption (2010)
- Red Dead Redemption: Undead Nightmare (2010)
- Max Payne 3 (2012)
- Grand Theft Auto V (2013)[6]
- Red Dead Redemption 2 (2018)[8]

### Lồng tiếng
- X-Squad (2000)
- Grand Theft Auto III (2001) – Người đi đường
- Grand Theft Auto: Vice City (2002) – Người gọi điện tới đài phát thanh, giọng quảng cáo
- Grand Theft Auto: San Andreas (2004) – Giọng quảng cáo
- Grand Theft Auto: Liberty City Stories (2005) – Giọng quảng cáo